# Smlouva z Björkö
Smlouva z Björkö, také známá jako smlouva z Koivisto, byla tajná dohoda podepsaná 24. července 1905 mezi carem Mikulášem II. Ruským a Vilémem II. z Německého císařství u finského ostrova Koivisto v Björkö. Vilém byl jejím hlavním autorem, ale jednal bez konzultace se svými ministry. Proto byla rychle zamítnuta a nikdy nevstoupila v platnost.

## Tajná schůzka
Tato tajná smlouva o vzájemné obraně byla podepsána na schůzce, kterou uspořádal Vilém II. pouhé čtyři dny předem. Důkazem toho, že k setkání došlo, jsou telegramy, které si vyměnili, nazývané korespondence Viléma a Mikuláše, zveřejněné v roce 1917 novou revoluční vládou v Rusku.

## Smlouva
Celková obranná smlouva obsahovala čtyři články a byla podepsána Vilémem II. a carem Mikulášem II. a dále byla spolupodepsána Heinrichem von Tschirschkym, šéfem německého ministerstva zahraničí, a ministrem námořnictva Alexejem Birilevem.
Tato smlouva byla důsledkem jednání o případném spojenectví těchto dvou velmocí, která se uskutečnila v říjnu a listopadu 1904. Tehdy car Mikuláš II. pod vlivem porážky v rusko-japonské válce a na domácí půdě právě vrcholící revoluce souhlasil se vznikem obranného paktu, ve kterém by byla podmínka vzájemné vojenské pomoci při napadení některou z evropských velmocí. Obranný pakt byl sjednán při tajném setkání jejich jachet (německé Hohenzollern a ruské Standart). Smlouva však nebyla nikdy naplněna, protože ji ruská vláda spolu s ministerstvem zahraničí odmítly uznat bez konzultace a souhlasu Francie. Ta se ovšem zdráhala po událostech 1. marocké krize do jakékoli kontinentální aliance vstoupit.